# シカゴ連邦準備銀行
シカゴ連邦準備銀行（シカゴれんぽうじゅんびぎんこう、Federal Reserve Bank of Chicago）は、アメリカ合衆国の連邦準備銀行のひとつ。アイオワ州、イリノイ州北部、インディアナ州北部、ウィスコンシン州南部、ミシガン州ロウアー半島をふくむ第7連邦準備区を管轄し、デトロイトに支店を、またシカゴ・ミッドウェー国際空港近くに小切手処理センターをもつ。
その役割は金融政策策定の一翼を担うことのほか、管轄地区における加盟銀行・金融持株会社の監督、連邦準備金や合衆国政府への金融業務、経済状況の監視を行う。

## 歴史

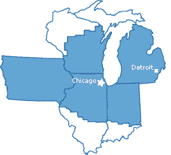
第七地区の地図

シカゴ連銀は1914年5月18日に設立され、第七地区の5つの銀行の代表者によって1914年11月16日に営業を開始しました。
ミシガン州の銀行家たちは、シカゴまでの移動時間による業務の遅延に不満を抱き、デトロイトに支店を設立するように働きかけ、1917年11月の投票でデトロイト支店を設立することを同意しました。
1922年に現在の本店の建物が竣工、2001年にマネーミュージアムをオープンしました。

## 貨幣博物館

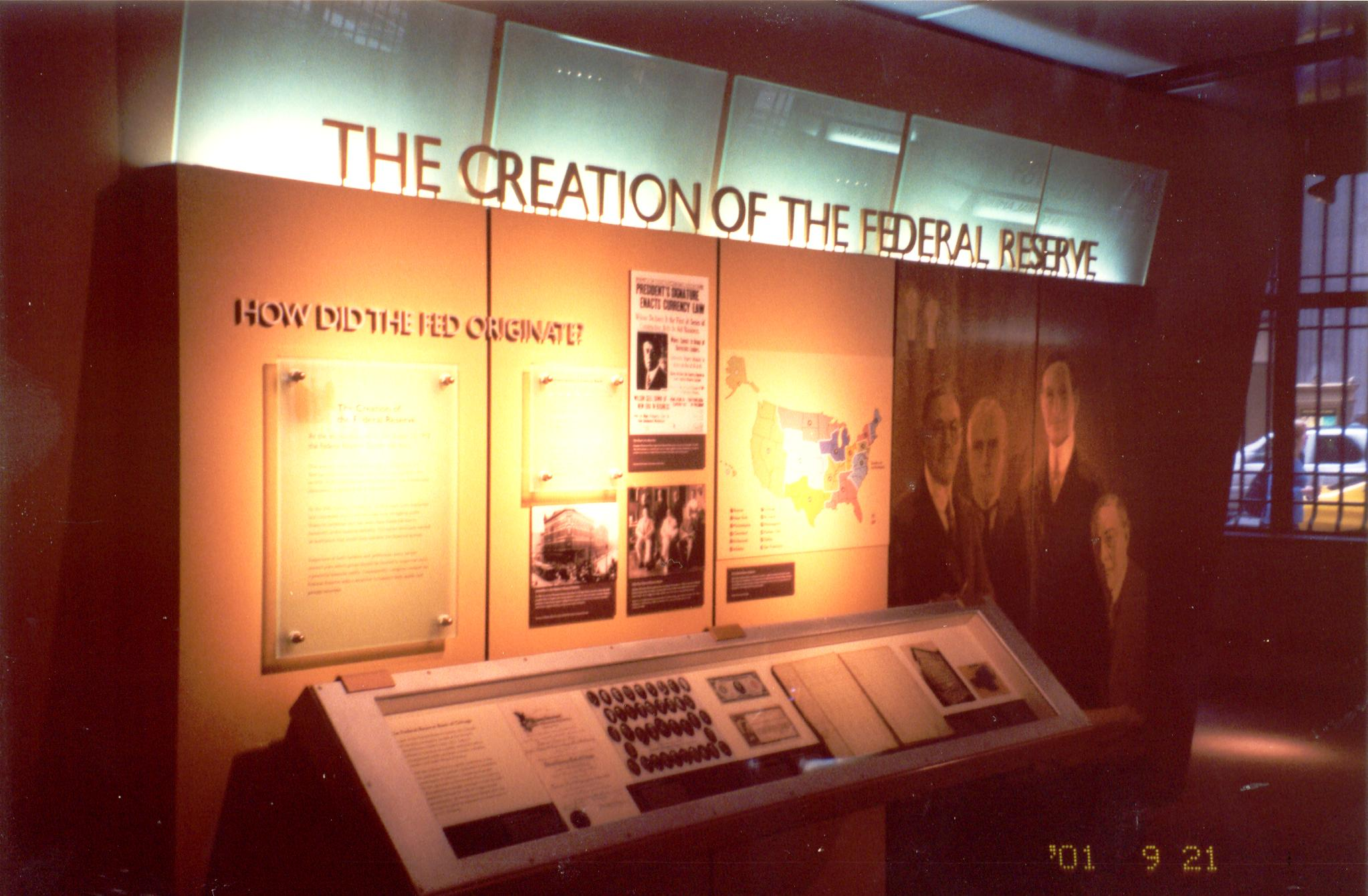
マネー ミュージアムは連邦準備銀行の歴史をたどり、展示も行っています

行内には貨幣博物館 (Money Museum) が設置されている。開館時間は銀行休業日をのぞく平日午前9時から午後4時まで。入館の際は写真付き身分証明書の提示が必要である。予約をすれば午後1時から約45分間のガイドツアーに参加可能。また、来館時の好きな時間に申し込むこともできる。
館内での飲食は禁止。売店では、100ドル紙幣の肖像を自身の写真にしてくれるサービスがある。